# Sinagoga Abuhav de Safed
La Sinagoga Abuhav és una sinagoga del segle xv situada a la ciutat de Safed, Israel, fou anomenada així en record d'un rabí i cabalista espanyol del segle xv, Isaac Abuhav. El seu disseny es creu que està basat en els ensenyaments cabalístics. La tradició cabalista diu que el rabí Abuhav, que mai va sortir d'Espanya, va dissenyar la sinagoga i els seus deixebles van construir l'edifici quan van arribar en la dècada de 1490 després de la seva expulsió d'Espanya.
Una altra llegenda afirma que la sinagoga va ser transportada "miraculosament" des d'Espanya fins a Safed.
La sinagoga va ser gairebé completament destruïda en el terratrèmol de 1837 i només la paret sud va romandre dempeus i existeix avui com un vestigi de l'edifici original.